# Hannoversche Armee

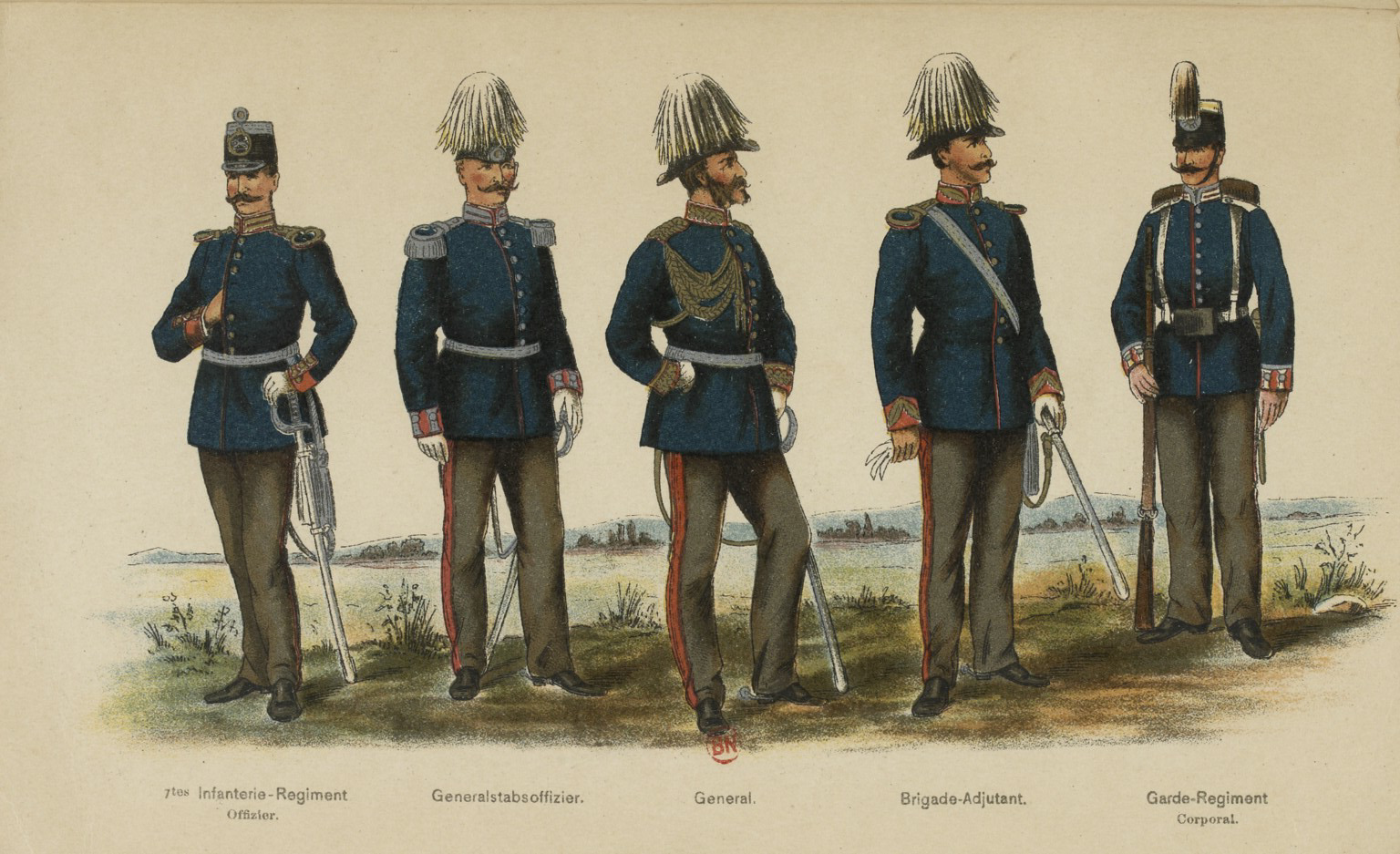
Offiziere, Generale sowie Garde-Korporal, 1866

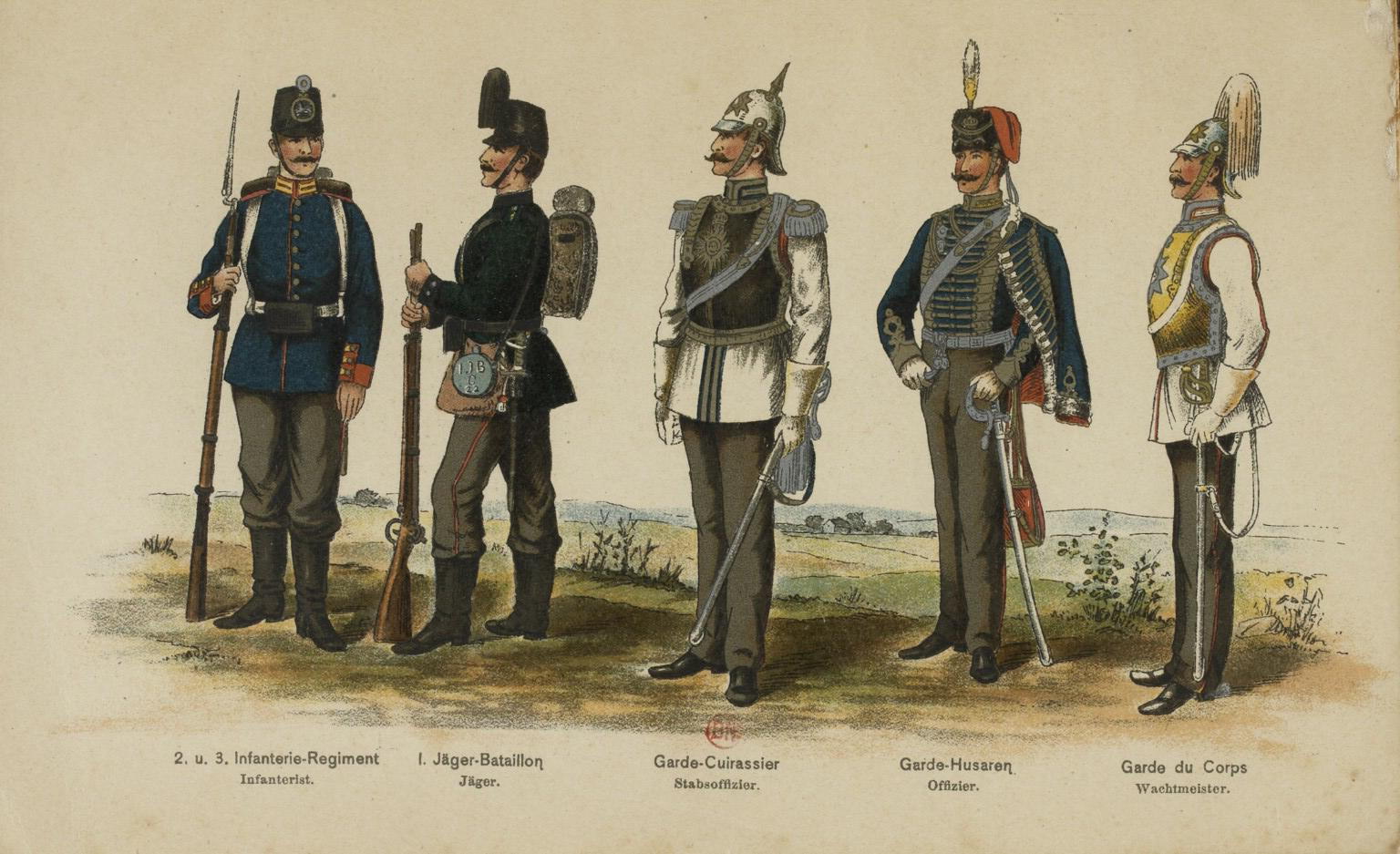
Mannschaften und Offiziere der Infanterie, Fußjäger und Kavallerie, 1866

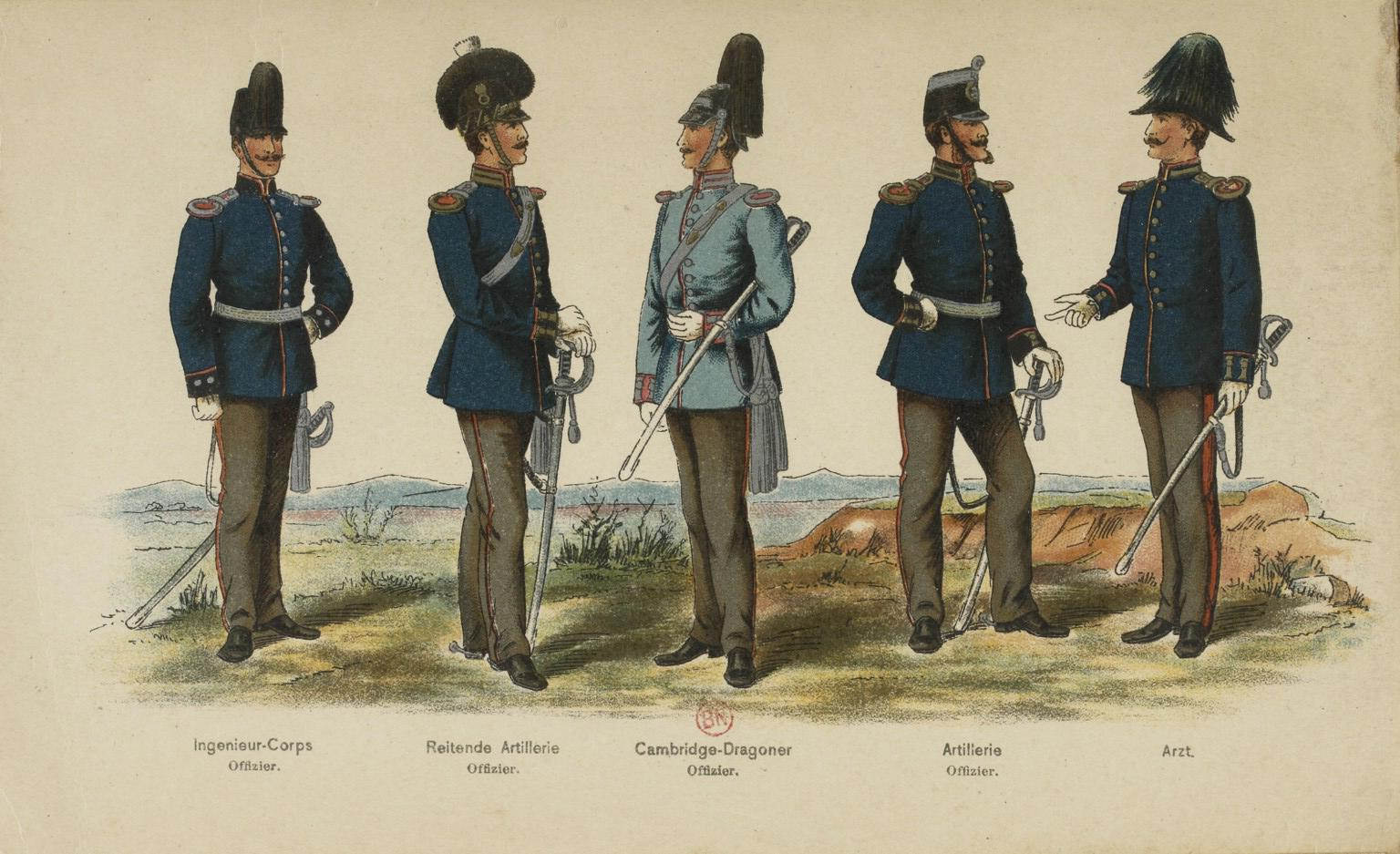
Ingenieur, Offiziere der Artillerie und Dragoner sowie Arzt, 1866

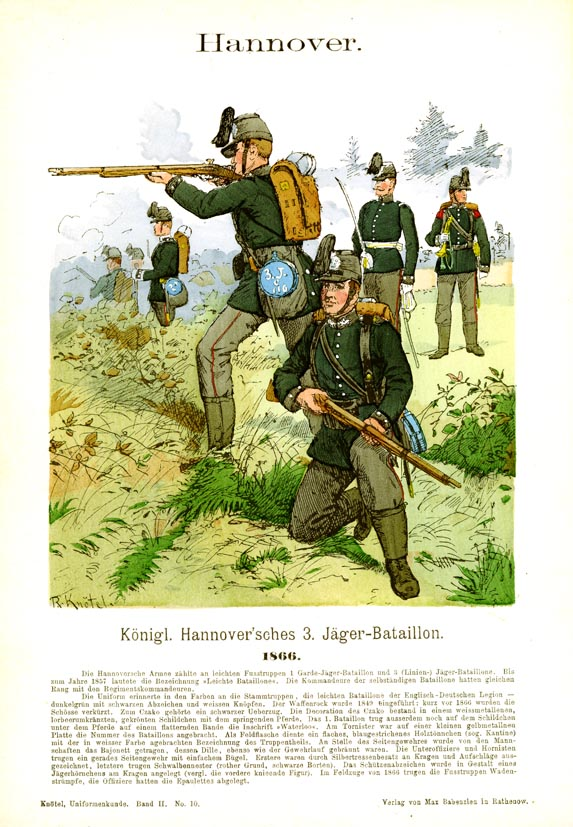
3. Jäger-Bataillon, 1866

Als Hannoversche Armee (Vollform: Königlich Hannoversche Armee, kurz KHA) werden die Streitkräfte des Königreichs Hannover von 1814 bis 1866 bezeichnet, die den Großteil des X. Armeekorps des Bundesheeres bildeten.

## Geschichte
Noch vor dem Zusammenbruch des Königreichs Westphalen wurden bereits im April 1813 Truppen im ehemaligen Kurfürstentum Hannover aufgestellt, und zwar ein leichtes Feldbataillon unter dem Kommando von Oberstleutnant von Estorff in Lüneburg und zwei Infanterieregimenter unter Major von Berger in Lauenburg und Major von Zestefleth in Bremen-Verden sowie ein Husarenregiment in Bremen-Verden unter Major August von dem Knesebeck und ein Dragonerregiment in Lüneburg. Die Ausbildung der Rekruten übernahm eine Abteilung der Deutschen Legion unter Oberst Colin Halkett, der auch schon 1803 Freiwillige für die Legion geworben hatte. Dieses Kontingent stand unter dem Oberbefehl von Graf Wallmoden-Gimborn und kämpfte als Russisch-Deutsche Legion der Nordarmee siegreich mit in der Schlacht an der Göhrde.
Im Februar 1814 wurden die Einheiten der Legion (drei Infanterie- und zwei Kavallerie-Brigaden) aus den britischen Divisionen herausgelöst und mit den neu aufgestellten Einheiten mit eigenen Feldzeichen wieder in hannoverschen Sold gestellt.
Waren die Rekruten zunächst im Rahmen der allgemeinen Dienstpflicht zur Landwehr eingezogen worden, so erfolgte dieses ab 1816 nach einer neuen Landwehrverordnung, die 1820 durch eine Militärverordnung ersetzt wurde. Danach wurde die bisherige Unterscheidung von Feld- und Landwehr-Bataillonen aufgehoben und eine Allgemeine Wehrpflicht mit beständiger Dienstpflicht von einem Jahr eingeführt. Lediglich die Kavallerie nahm ausschließlich Freiwillige auf, die sich im Rahmen der bis 1864 bestehenden „Naturalbequartierung“ versorgen mussten.
Das im Oktober 1814 zum Königreich erhobene Kurfürstentum Hannover wurde zunächst vom Herzog von Cambridge als Generalgouverneur verwaltet, oberster Befehlshaber blieb jedoch weiterhin der König von England. Erst mit dem Antritt von Ernst August, der auch den Oberbefehl übernommen hatte, erlangte das Militär eine größere Bedeutung. Mit einer Generalordre für eine neue Formation hob er 1838 die zuvor vorgenommene Heeresverminderung wieder auf. Außerdem führte er die in der Preußischen Armee gebräuchliche blaue Uniform ein.
Die von der Nationalversammlung beschlossene allgemeine Wehrpflicht und die Erhöhung der Truppenstärke auf zwei Prozent der Bevölkerung hätte für Hannover eine Aufstockung auf 35.600 Mann bedeutet (bei 1,78 Millionen Einwohnern). Dagegen hatte sich Ernst August erfolglos gewehrt, sein Sohn Georg musste sich dann aber 1855 dem Bundesbeschluss zu einer Aufstockung des Hauptkontingents auf 1 1/6 Prozent der Bevölkerung beugen, was zu einer Gesamtstärke von 21.757 führte (einschließlich Reserve- und Ersatzeinheiten). Die Ständeversammlung lehnte allerdings die damit verbundene Erhöhung des Militärhaushalts auf über zwei Millionen Taler ab und genehmigte lediglich 1,7 Millionen.
Angesichts des Krieges zwischen Frankreich, Österreich und Sardinien 1859 befürchtete Georg in die Auseinandersetzungen hineingezogen zu werden, indem Dänemark gemeinsam mit Frankreich Deutschland angreifen könnte, und verlangte die Aufstockung der Armee auf die doppelte Stärke. Derartige Pläne wurden jedoch durch den Frieden von Villafranca obsolet.
1862/63 wurden die Uniformen und die Bewaffnung nach österreichischem Vorbild gewechselt. Die Entwicklung und Einführung des „hannoverschen Gewehrs“ (Vorderlader) konnten dann aber nicht mehr abgeschlossen werden, so dass bis zum Ende zwei unterschiedliche Bewaffnungen vorhanden waren.
Düsterdieck konstatiert in seiner Dissertation, dass das „Schicksal des Königreichs“ zuvor bereits auf der Ebene der Politik entschieden worden und der Einsatz der Armee letztlich ohne Bedeutung und sinnlos gewesen sei.

## Organisation

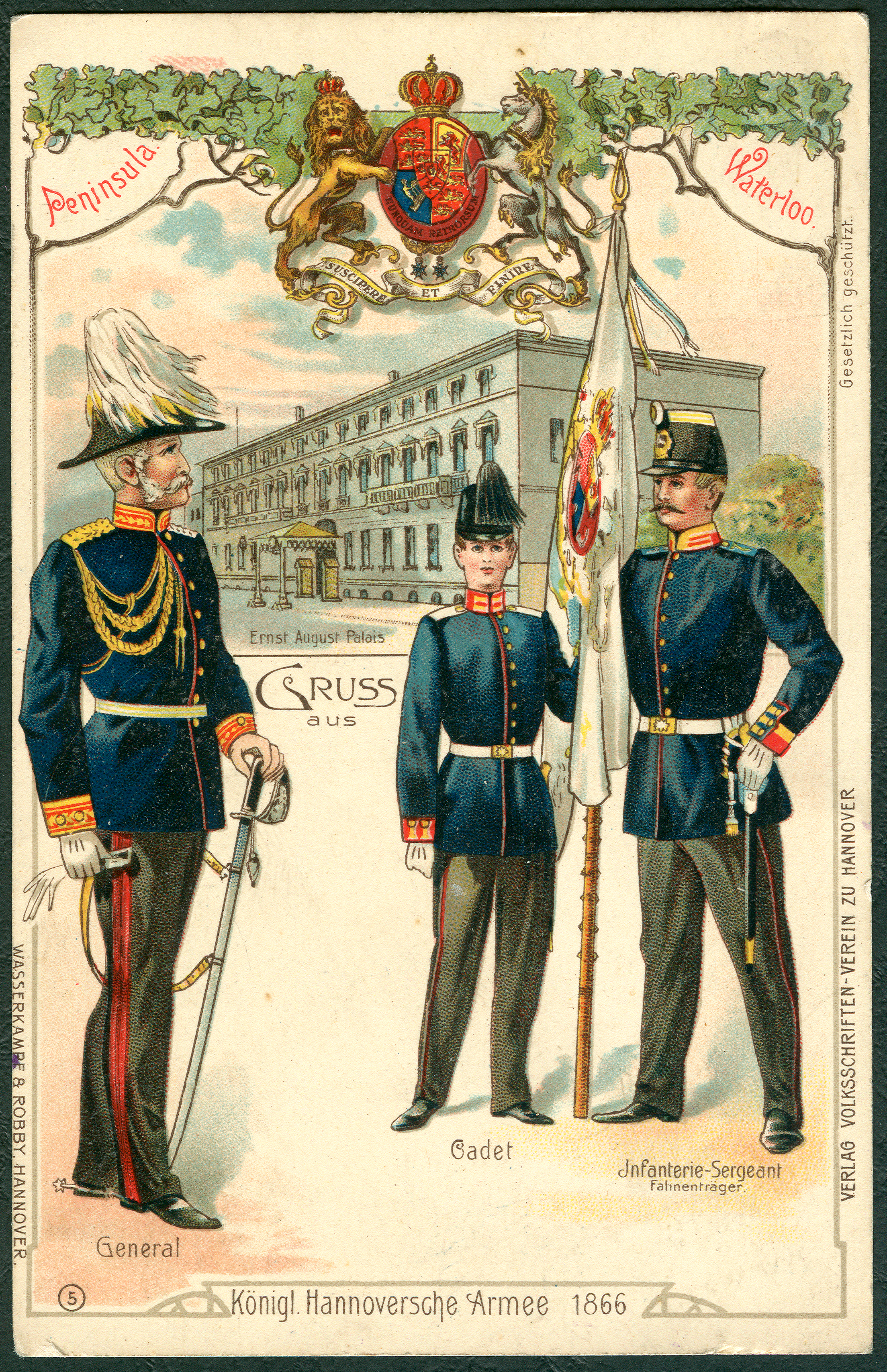
General, Kadett (Cadet), Infanterie-Sergeant als Fahnenträger, 1866

Die Armee stand zuerst unter dem Oberbefehl von Generalleutnant von Alten und stellte 1814 mit zwölf Infanterie-, acht Kavallerieregimentern, zwölf Kompanien der Artillerie und einem Ingenieurkorps insgesamt 20.912 Mann auf. Nach einer zwischenzeitlichen Verminderung wurden 1838 neben acht Kavallerieregimentern mit je drei Schwadronen nunmehr acht Infanterieregimenter mit je zwei Bataillonen sowie vier leichte Bataillone aufgestellt.
Die Aufstellung der Regimenter (bis 1866):
- Kavallerieregimenter mit je vier Schwadronen
  - Garde du Corps (Hannover, Hildesheim, Hameln), Stabsquartier Hannover
  - Garde-Kürassier-Regiment (Northeim, Göttingen, Goslar), Stabsquartier Northeim
  - Garde-Husaren-Regiment (Verden, Osterholz, Nienburg), Stabsquartier Verden
  - Königin-Husaren-Regiment (Lüneburg, Lüchow, Harburg, Stade), Stabsquartier Osnabrück
  - 1. Regiment Königs-Dragoner, Stabsquartier Stade
  - 2. Regiment Leibdragoner (Osnabrück, Lingen, Quakenbrück, Aurich), Stabsquartier Aurich
  - 3. Regiment Herzog von Cambridge-Dragoner (Celle, Walsrode, Gifhorn, Uelzen), Stabsquartier Celle
  - 4. Regiment Kronprinz-Dragoner (Lüneburg, Uelzen, Lüchow, Harburg), Stabsquartier Lüneburg

- Infanterieregimenter
  - Garde-Regiment (Hannover)
  - 1. oder Leib-Regiment (Hannover)
  - 2. Infanterie-Regiment (Celle)
  - 3. Infanterie-Regiment (Einbeck, Northeim)
  - 4. Infanterie-Regiment (Stade)
  - 5. Infanterie-Regiment (Lüneburg)
  - 6. Infanterie-Regiment (Hannover)
  - 7. Infanterie-Regiment (Osnabrück)
  - Garde-Jäger-Bataillon (Hannover)
  - 1. Jäger-Bataillon (Goslar)
  - 2. Jäger-Bataillon (Hildesheim)
  - 3. Jäger-Bataillon (Hannover)

- Ingenieurkorps (Hannover)
- Artillerie-Brigade (Wunstorf, Stade)
- Train-Corps (Hannover)
- Landdragonerkorps (als Gendarmerie)

Nach der Kapitulation 1866 wurde das Königreich von preußischen Truppen besetzt und annektiert. Die Soldaten der aufgelösten Hannoverschen Armee wurden 1867 in die Preußische Armee übernommen und 1899 die Tradition der früheren hannoverschen Regimenter den preußischen zuerkannt. Das ursprünglich von Georg III. verliehene Ärmelband Gibraltar wurde 1901 von Wilhelm II. erneut zuerkannt.

## Gefechte
In den Befreiungskriegen wurden die neu aufgestellten Einheiten im Verbund der Nordarmee und später als Okkupationsarmee in den Niederlanden eingesetzt. In der Schlacht von Waterloo am 18. Juni 1815 kommandierte General von Alten die 3. Division, deren 5. Brigade führte Generalmajor Hugh Halkett, der jüngere Bruder von Colin Halkett.
Die revolutionären Unruhen 1848 führten lediglich in Hildesheim zu Aufständen, bei denen die Armee eingesetzt wurde. Im selben Jahr hatte der Deutsche Bund Truppen gegen Dänemark mobilisiert, zu denen auch eine der beiden Divisionen des X. Armeekorps gehörte mit sieben Infanterie-Bataillonen, neun Kavallerie-Schwadronen und zwei Artillerie-Bataillonen. Das Königin-Husaren-Regiment unter Oberstleutnant von Platen besiegte die dänische Kavallerie. Nach dem Waffenstillstand und dem Scheitern der Friedensverhandlungen schickte der Deutsche Bund im Frühjahr 1849 erneut ein Kontingent von vier Divisionen, darunter die 2. unter Generalmajor Wynecken stehende des unter dem Kommando von General Hugh Halkott geführten X. Armeekorps, die Ulderupp bei Sundevitt einnahm. Ebenso waren diese Truppen bei dem Angriff auf die Düppeler Schanzen beteiligt.
1863 und 1864 war die Hannoversche Armee als Kontingent des Deutschen Bundes gemeinsam mit Preußen, Sachsen und Österreich an der Bundesexekution gegen die Herzogtümer Holstein und Lauenburg beteiligt und wurde zum Schutz der Elbmündung eingesetzt. 1866 erfolgte der erste und letzte Einsatz der gesamten Armee seit den Befreiungskriegen. Die Kriegserklärung Preußens traf Hannover unvorbereitet und hatte zu einem überhasteten Marsch in Richtung auf die süddeutschen Truppen veranlasst. Trotz gravierender Nachschubmängel besiegte die Hannoversche Armee unter General von Arentschildt am 27. Juni 1866 in der Schlacht bei Langensalza ein zahlenmäßig unterlegenes preußisches Kontingent. Munitionsmangel und die schon einen Tag später erfolgte Einschließung durch jetzt zahlenmäßig überlegene preußische Truppen zwangen dennoch zur Kapitulation am 29. Juni.

## Bewaffnung
King’s German Legion
Die Soldaten der King’s German Legion wurden zunächst mit dem bis 1838 in der britischen Armee als Brown Bess bekannten Vorderladergewehr mit gezogenem Lauf ausgerüstet, das als Land Pattern Musket in der Modellvariante 3 „India Pattern“  für den Einsatz in der Ostindien-Kompanie  entwickelt worden war. 1806 erfolgte die Umstellung auf die für Scharfschützen entwickelte Baker Rifle mit gezogenem Lauf, die für eine Entfernung von 400 Schritt ausgerichtet war. Diese Bewaffnung behielten diese Einheiten auch in der Hannoverschen Armee bis 1843 bei.
Demgegenüber erhielten die 1813 neu aufgestellten Landwehrbataillone zunächst französische Steinschlossgewehre oder solche aus schwedischen, preußischen und russischen Beständen. 1815 wurden sie einheitlich mit der 7-zügigen Jägerbüchse M 1815 ausgestattet, die ein Visier für eine Entfernung von 200 oder 400 Schritt (etwa 150 oder 300 Meter) hatte. Diese Gewehre wurden 1825 zunächst für die Unteroffiziere und Scharfschützen der Infanterie auf das Perkussionssystem aptiert. 1834 wurden die Linienregimenter mit einem glatten englischen Gewehr ausgerüstet, das 1840 perkussioniert wurde.
Ab 1843
1843 wurden die Infanterie- und Jägerbataillone mit einer vom Herzberger Waffenfabrikanten Crause für Jäger- und Scharfschützen entwickelten 8-zügigen Perkussionsbüchse M 1843 ausgerüstet, die 1849 eine Schwanzschraube (Verschluss des Laufs) mit Dorn („Pickel“) zum Aufreißen von Papierpatronen erhielt. Im selben Jahr erfolgten erste Versuche mit Zündnadelgewehren aus Enfield und Woolwich, die jedoch nicht erfolgreich verliefen und zwei Jahre später mit einem von Crause entwickelten 7-zügigen Gewehr zufriedenstellend wiederholt wurden. Jedoch nahmen die hannoversche Armeeführung ebenso wie die britische Beschaffungsbehörde Abstand von diesem System, weil sie eine Munitionsverschwendung mit den teureren Metallpatronen befürchteten. 1854 wurde mit dem 7-zügigen Pickelgewehr mit Patentschwanzschraube eine neue Generation von Perkussionsgewehren in der Truppe eingeführt, das bis 1866 in Gebrauch blieb.
Nach dem effektiven Einsatz des Zündnadelgewehrs durch preußische Truppen im Dänischen Krieg erfolgten 1864 neue Versuche mit dem Hinterladersystem, und zwar mit einem vom Deutschamerikaner Eduard Lindner entwickelten Kammerladegewehr mit aufklappbarer Kammer, einem Prinzip, das auch im Perkussionsgewehr der Unionstruppen im amerikanischen Sezessionskrieg angewendet wurde. Dieses Gewehr kam jedoch bis 1866 nicht mehr zum Einsatz. Zu Beginn jenes Jahres wurde lediglich noch das Neßlersche Expansionsgeschoss als Standardmunition eingeführt, wodurch in der Folge auf den Pickel verzichtet werden konnte. Damit erhöhte sich die Treffsicherheit, so dass die Visiere auf 450 bzw. 850 Schritt umgestellt wurden.
Übersicht 1866 nach Sichartshoff
Die Infanterie-Truppen waren mit drei verschiedenen Vorderlader-Gewehren ausgestattet:
- 8-zügige Pickelbüchse mit aufgestecktem Hirschfänger für die Unteroffiziere der vier Jäger-Bataillone,
- 7-zügiges Pickelgewehr (Jägergewehr) für die Unteroffiziere und Jäger der Linie,
- 7-zügiges Infanteriegewehr für die Soldaten der Linie.

Die Gewehre hatten ein aufgestecktes Bajonett. Zusätzlich wurde ein kurzer Säbel getragen.
Kavallerie
- Kürassiere waren mit glatten englischen oder hannoverschen Kürassierpistolen und  einem leicht gekrümmten Pallasch mit eisernem Korb, Stichplatte und eiserner Scheide ausgestattet,
- Husaren und Dragoner hatten gezogene perkussionierte Kolbenpistolen  und kurze Säbel mit einfachem Handbügel und eiserner Scheide.

Artillerie
- Soldaten der reitenden Artillerie hatten einen Husarensäbel und eine Kürassierpistole,
- Soldaten der Artillerie zu Fuß trugen einen kurzen Degen mit breiter Klinge.

Das Geschützsystem war dasselbe wie in der britischen Armee und bestand aus Feldgeschützen mit Blocklafetten und Protzen mit Gabeldeichseln. In den 1860er Jahren wurden in vier Batterien Sechspfünder-Geschütze mit gezogenen Rohren von Preußen übernommen. Die eingesetzten Neunpfünder-Kanonen aus Bronze wurden durch Aufbohren zu Zwölfpfünder-Kanonen und kamen insbesondere bei der reitenden Artillerie zum Einsatz. Eine Feld-Batterie war außerdem mit einer 24-pfündigen Haubitze bestückt.
Die Festungs- und Belagerungsgeschütze aus Eisen konnten 68-, 32-, 24-, 12- und 9-pfündige Geschosse feuern; außerdem waren 8-zöllige eiserne Haubitzen und 13- bzw. 8-zöllige Mörser im Einsatz.
Ingenieur-Truppen waren mit einem 6-zügigen Pickelkarabiner ausgestattet.

## Wahlspruch
Die Armee hatte den Wahlspruch der Welfen und des Königreichs als Devise übernommen: Nunquam retrorsum!